# 圣母无染原罪

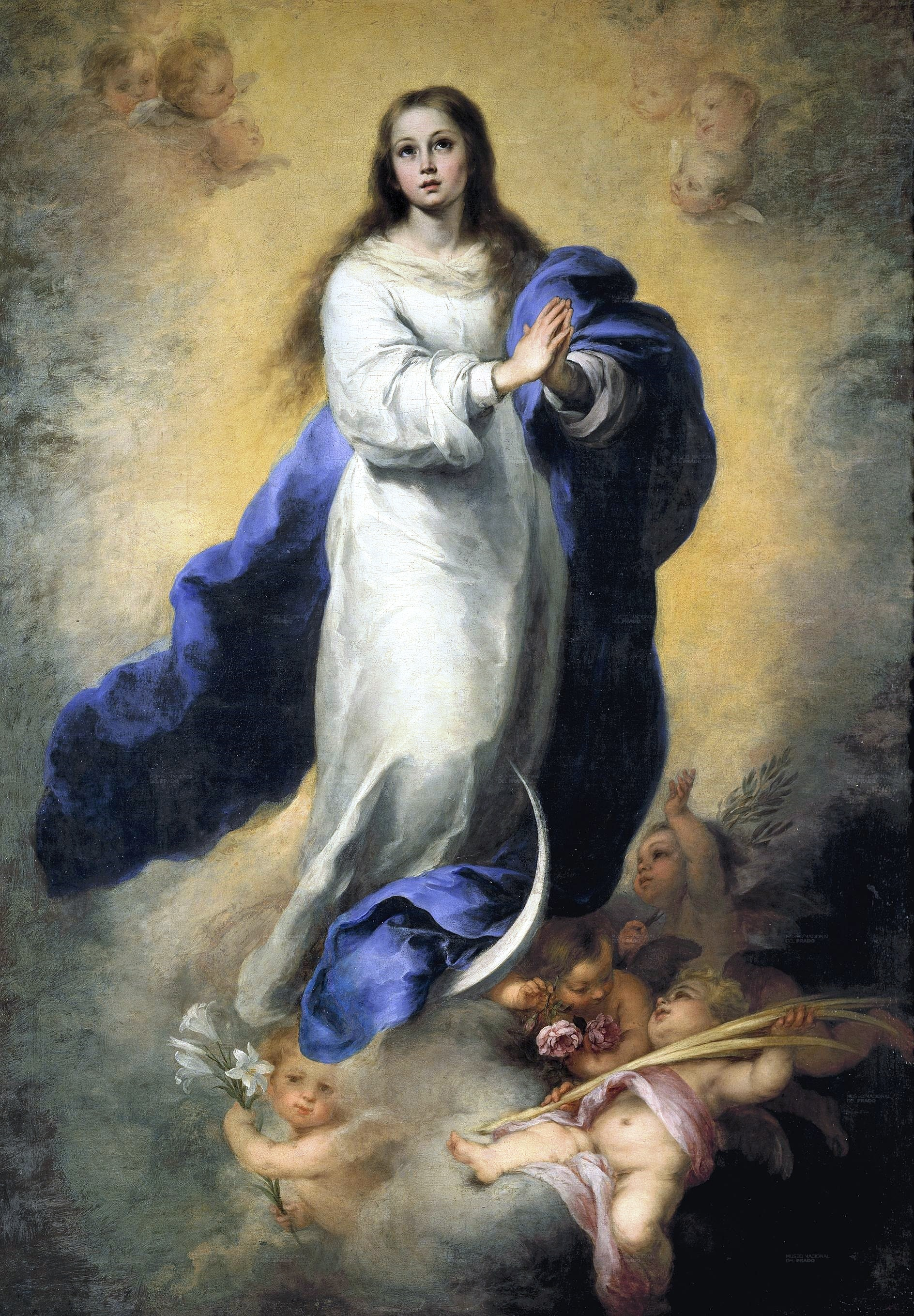
《无玷圣母》（牟利罗绘）

圣母无染原罪（拉丁語：Immaculata Conceptio），又称圣母无原罪始胎、圣母始胎无染原罪、始孕无玷，是天主教會有关圣母玛利亚的教义之一，正式确立于1854年12月8日，東方正統教會的、厄立特里亚正統合性教會也認同此教義。東正教會、一些東方正統教會和大多新教教派都不接受这个教义。天主教會於每年12月8日紀念聖母無染原罪瞻禮。

## 定义
天主教相信耶稣的母亲玛利亚，在灵魂注入肉身的时候，即蒙受天主的特恩，使其免于原罪的玷染。
在宣告“圣母无染原罪”成为“当信的道理”的《莫可名言之天主》（Bulla Ineffabilis Deus）通谕中，教宗庇护九世宣告：
|  | 為了尊敬聖而不分的聖三，為了光榮、點綴天主之母（聖）童貞（瑪利亞），為了廣揚公教會信理、以及促進基督徒的虔敬起見，我們用我們的主耶穌基督的權威，用真福伯多祿與保祿二位宗徒的、以及我們的權威，宣佈、公告、並定斷那教會所堅信的：荣福童贞玛利亚，曾因全能天主的圣宠和特恩，看在人类的救主耶稣基督的功绩分上，在其受孕之始就被保护，未受原罪的任何污染。 |

天主教神学家董思高宣称：“圣母无染原罪”并不意味着圣母玛利亚无需获得基督的救赎，而是在天主的特殊干预下，圣母玛利亚预先获得了基督的救赎；在《天主教教理》第491条也有类似的表述。天主教也据此认定圣母玛利亚是首位被救赎者。

## 历史
圣母玛利亚是否玷染原罪，《圣经》上没有直接的、明确的论述。但是，“圣母无染原罪”的支持者和反对者，都宣称具有圣经依据。
在教父时期，拉丁教父奧斯定认为：圣母虽无本罪，但仍受原罪玷染。奧斯定的这个观点，被包括圣多玛斯在内的许多神学家采信。虽然当时也有人认为圣母无染原罪，但影响不大。
十五世纪，方济会会士开始提倡“圣母无染原罪”学说。1439年，方济会会士成功使巴西里地方会议接纳这个神学思想。
1472年，曾担任方济会总会长的教宗西斯多四世出版神学著作《论圣母始胎，反对伦亚那一位圣衣会士的谬说》，公开支持“圣母无染原罪”学说。四年后，他又颁布《事既杰出》（Cum Prae-excelsa）典章，批准敬礼无原罪圣母的日课，并且向参与该项敬礼的信徒颁发大赦
1483年，教宗西斯多四世颁布《太严重》（Gravi Nimis）典章，宣布将宣称“圣母无染原罪是异端”的人逐出教会，但是同时也对宣称“圣母有染原罪是异端”的人予以批评。
1567年，教宗庇护五世颁发《从一切困苦中》（Bulla Ex Omnibus Afflictionibus）诏书，谴责杜伯依（Michael du Bay）等人。杜伯依的罪状之一，就是他宣称“除了耶稣，谁都玷染原罪，玛利亚也不例外”。此后的教宗，包括保祿五世、额我略十五世、亚历山大七世、亚历山大八世都倾向于圣母无染原罪。
1621年，方济会总会议决定奉无原罪圣母为方济会主保。当时，“圣母无染原罪”尚未成为正式的教义。
1841年4月，香港监牧区成立。同年6月，主教座堂奠基，定名圣母无原罪主教座堂。当时，“圣母无染原罪”仍未成为正式的教义。
1854年12月8日，教宗庇护九世发布《莫可名言之天主》（Bulla Ineffabilis Deus）通谕，正式宣告“圣母无染原罪”为“当信的道理”。自此，“圣母无染原罪”正式成为天主教教义的一部分。
1858年，法国露德的一位乡村女孩伯尔纳德·苏比鲁声称看到圣母显现，并且听到圣母自称“始胎无玷者”。天主教会承认这个私人显现的真实性。

## 争议
时至今日，“圣母无染原罪”依然是天主教會和其他基督教教派的重要分歧之一。
“圣母无染原罪”的反对者认为这个神学理论与“原罪的普遍性”存在矛盾。反对者认为，圣经多处经文反映了原罪的普遍性，却没有明确地指出玛利亚例外，因此，“圣母无染原罪”的反对者认为圣母作为人类，同样受到原罪的玷染。
“圣母无染原罪”的支持者则宣称这个神学理论同样具有圣经依据。支持者认为，《路加福音》里面，天使向玛利亚问安所说的“万福！充满恩宠者，上主与你同在！”已经暗示了“圣母无染原罪”。“圣母无染原罪”的支持者认为如果圣母也受到原罪的玷染，那么这个恩宠就显得不够完备。因此，“圣母无染原罪”的支持者认定圣母受到天主的特殊安排，使其免遭原罪的玷染。